# Fiat A.20
Il Fiat A.20 era un motore aeronautico 12 cilindri a V di 60° raffreddato ad acqua, prodotto dall'azienda italiana Fiat Aviazione negli anni venti.

## Tecnica
I cilindri erano in acciaio, con camicia d'acqua in lamiera saldata. Il basamento era in fusione di alluminio, con una ampia flangia inferiore per il fissaggio del motore alla fusoliera.

I pistoni erano in alluminio, con due anelli di tenuta ed un anello raschia olio in ghisa.

Le bielle, del tipo a biella madre e bielletta, erano in acciaio fucinato e lavorato, con sezione a doppio T.
L'albero motore era a 6 manovelle disposte a 120° fra loro e munito di tappi per la chiusura laterale dei perni portanti che erano cavi per consentire il passaggio dell'olio proveniente dai supporti.

Le valvole erano intercambiabili e il mozzo d'elica era calettato all'albero motore tramite una rigatura longitudinale.
I due alberi distributori di ciascuna fila di cilindri erano contenuti in una scatola d'alluminio a tenuta d'olio, fissata sulla testa dei cilindri ed erano intercambiabili fra loro e la trasmissione del movimento avveniva tramite una coppia conica.
L'avviamento del motore si otteneva distribuendo nei cilindri una miscela d'aria compressa e carburata e facendola scoppiare nella corretta sequenza d'accensione. In questo modo il motore acquistava la velocità necessaria per l'avviamento.

L'aria compressa necessaria era immagazzinata in una bombola e, in caso d'emergenza, poteva essere ricaricata con una pompa a mano.
L'alimentazione del motore era ottenuta da due carburatori Fiat a doppio corpo, ciascuno con la propria vaschetta di livello e due camere di carburazione e ciascuna delle quattro camere alimentava un gruppo di tre cilindri.

La pompa per la benzina era a due stantuffi doppi, comandati da una coppia di eccentrici sfasati di 180° per garantire un efflusso continuo.
La pompa centrifuga per l'acqua di raffreddamento spingeva l'acqua a raffreddare i cilindri, quindi usciva attraverso le camicie dei collettori d'aspirazione, passando infine al radiatore.
La lubrificazione era garantita da tre pompe per l'olio: due di recupero ed una di mandata, e la portata di ognuna delle pompe di recupero era maggiore di quella della pompa di mandata in modo da rendere impossibile l'accumulo dell'olio nella coppa motore qualunque fosse l'inclinazione del motore.

## Versioni
A.20

A.20A
versione ottimizzata per l'alta quota, costruita in tre serie, con rapporto di compressione e taratura dei carburatori maggiorata. Impiegava come carburante la miscela A.S.3 composta da 55% di benzina Avio, 23% di etanolo e 22% di benzene.
A.20S
versione spinta.
A.20V

## Velivoli utilizzatori
Italia
- CANT 15
- CANT 18ter
- CANT 25
- Fiat AC/4
- Fiat C.R.10
- Fiat C.R.20
- Macchi M.41bis
- Macchi M.71
- Piaggio P.6 e P.6ter
- Savoia-Marchetti S.58bis
- Savoia-Marchetti S.67